# Niederschlettenbach
Niederschlettenbach is een plaats in de Duitse deelstaat Rijnland-Palts, en maakt deel uit van de Landkreis Südwestpfalz.
Niederschlettenbach telt 283 inwoners.

## Bestuur
De plaats is een Ortsgemeinde en maakt deel uit van de Verbandsgemeinde Dahner Felsenland.
Althornbach ·
Battweiler ·
Bechhofen ·
Biedershausen ·
Bobenthal ·
Bottenbach ·
Bruchweiler-Bärenbach ·
Bundenthal ·
Busenberg ·
Clausen ·
Contwig ·
Dahn ·
Darstein ·
Dellfeld ·
Dietrichingen ·
Dimbach ·
Donsieders ·
Eppenbrunn ·
Erfweiler ·
Erlenbach bei Dahn ·
Fischbach bei Dahn ·
Geiselberg ·
Großbundenbach ·
Großsteinhausen ·
Hauenstein ·
Heltersberg ·
Hermersberg ·
Herschberg ·
Hettenhausen ·
Hilst ·
Hinterweidenthal ·
Hirschthal ·
Höheinöd ·
Höheischweiler ·
Höhfröschen ·
Horbach ·
Hornbach ·
Käshofen ·
Kleinbundenbach ·
Kleinsteinhausen ·
Knopp-Labach ·
Krähenberg ·
Kröppen ·
Leimen ·
Lemberg ·
Ludwigswinkel ·
Lug ·
Maßweiler ·
Mauschbach ·
Merzalben ·
Münchweiler an der Rodalb ·
Niederschlettenbach ·
Nothweiler ·
Nünschweiler ·
Obernheim-Kirchenarnbach ·
Obersimten ·
Petersberg ·
Reifenberg ·
Riedelberg ·
Rieschweiler-Mühlbach ·
Rodalben ·
Rosenkopf ·
Rumbach ·
Ruppertsweiler ·
Saalstadt ·
Schauerberg ·
Schindhard ·
Schmalenberg ·
Schmitshausen ·
Schönau ·
Schwanheim ·
Schweix ·
Spirkelbach ·
Steinalben ·
Thaleischweiler-Fröschen ·
Trulben ·
Vinningen ·
Waldfischbach-Burgalben ·
Wallhalben ·
Walshausen ·
Weselberg ·
Wiesbach ·
Wilgartswiesen ·
Winterbach